# Wolbórz
Wolbórz  ist seit 2011 eine Stadt im Powiat Piotrkowski der Woiwodschaft Łódź in Polen. Sie ist Sitz der gleichnamigen Stadt-und-Land-Gemeinde mit 7836 Einwohnern (Stand 31. Dezember 2020).

## Geographie
Wolbórz liegt im östlichen Teil der Woiwodschaft. Die Kreisstadt Piotrków Trybunalski (Petrikau) liegt etwa 20 Kilometer südwestlich. Nachbarorte sind die Dörfer Świątniki, Bogusławice und Krzykowice im Norden, Studzianki-Kolonia und Dębina im Osten, Modrzewek, Żarnowica Mała und Polichno im Süden sowie Psary-Lechawa, Psary Witowskie und Młynary im Osten. Sie gehören ohne Ausnahme der Stadt-und-Land-Gemeinde an.
Zu den Fließgewässern gehören die 48,8 Kilometer lange Wolbórka und ihr Zufluss Moszczanka. Die Umgebung der Stadt ist durch Landwirtschaft geprägt. Von der Fläche des Gemeindegebiets werden 62 Prozent land- und 28 Prozent forstwirtschaftlich genutzt werden.

## Geschichte

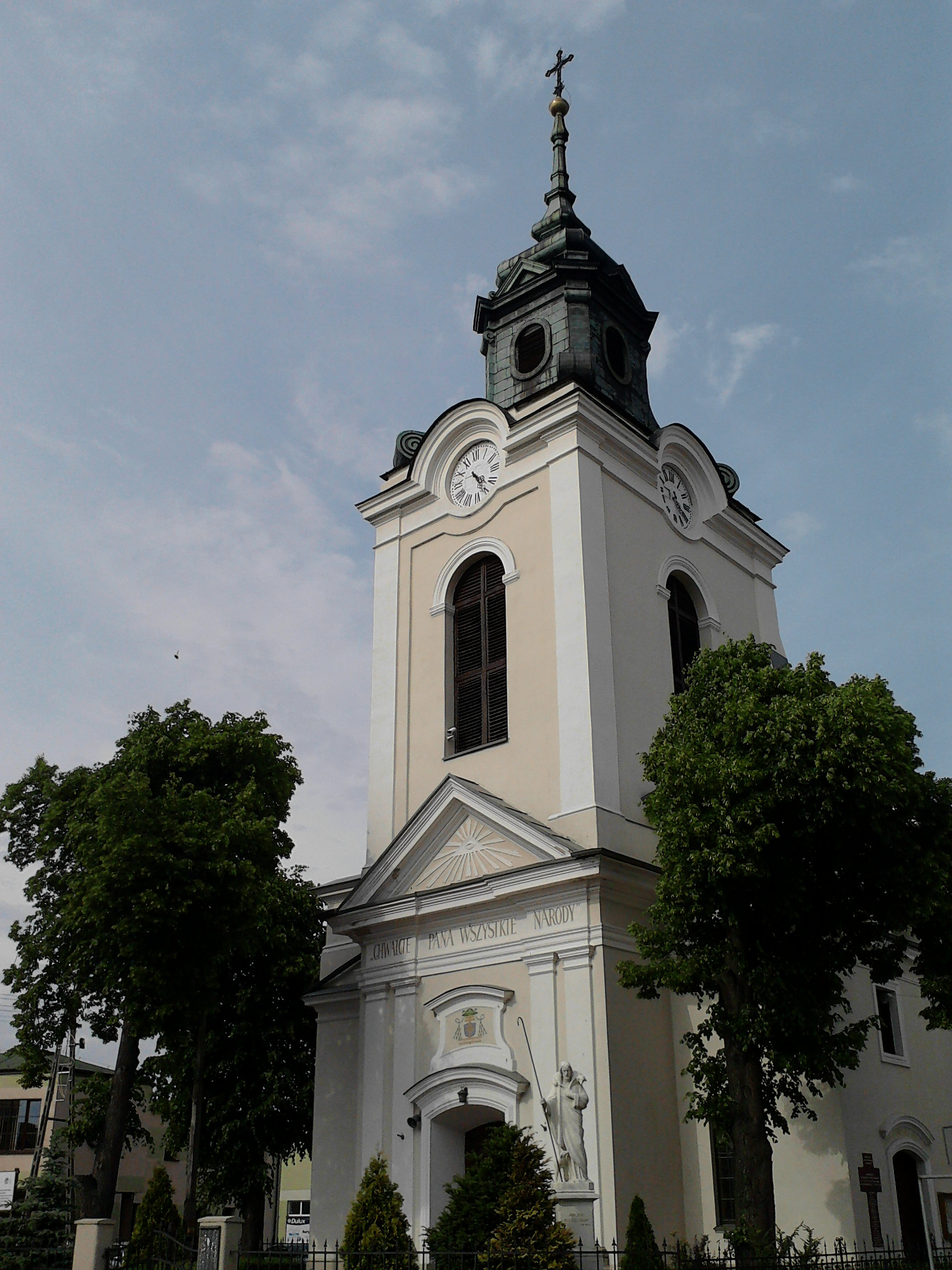
Pfarrkirche St. Nikolaus

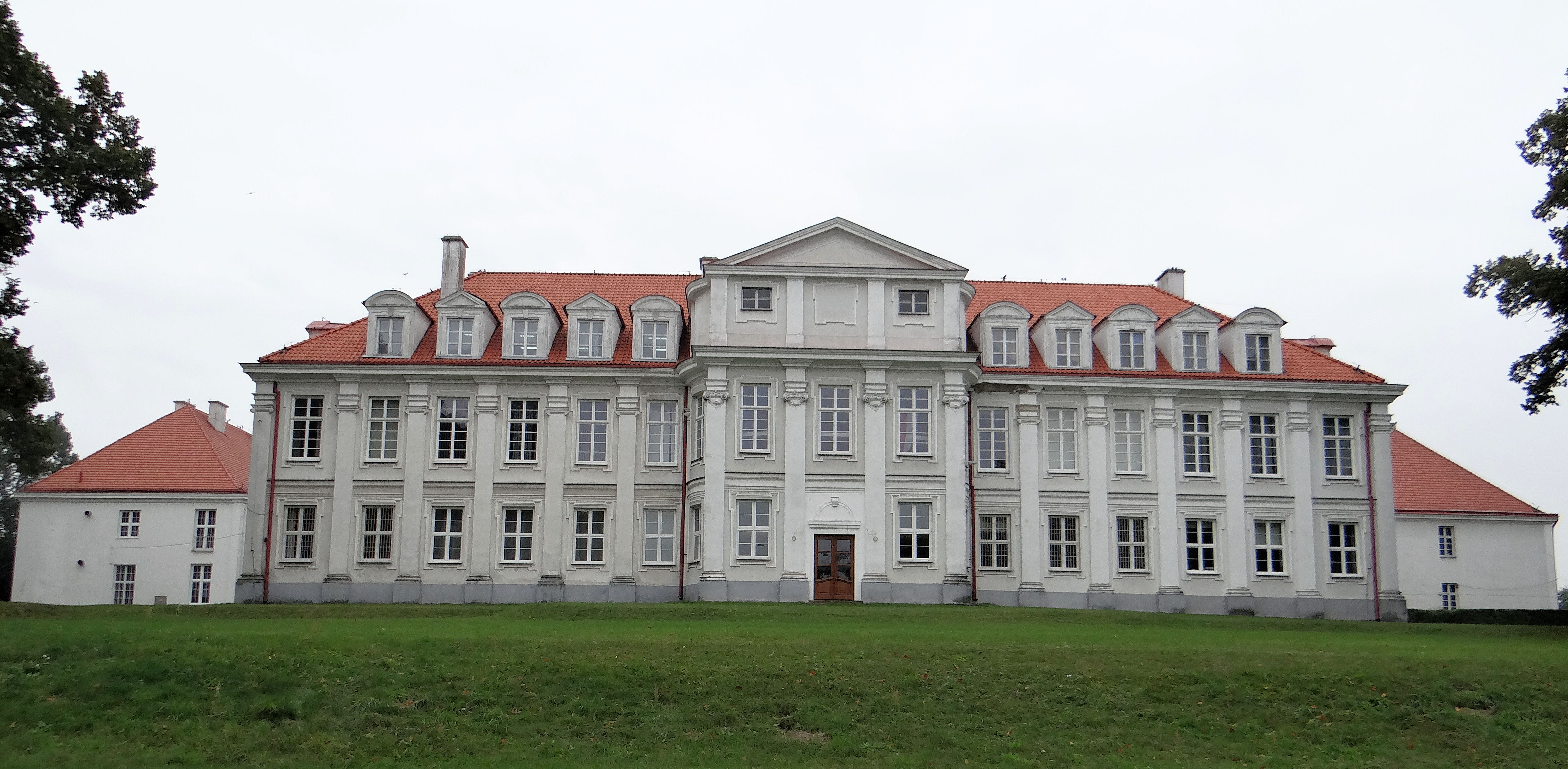
Schloss der Bischöfe von Kujawien

Zum 1. Januar 2011 erhielt Wolbórz die, 1870 nach dem Januaraufstand von 1863 aberkannten, Stadtrechte wieder und die Gemeinde bekam ihren heutigen Status.
Das heutige Gemeindegebiet gehörte, unterbrochen durch die deutsche Besatzungszeit im Zweiten Weltkrieg, von 1919 bis 1975 zur Woiwodschaft Łódź mit unterschiedlichen Zuschnitt. – Die deutsche Minderheit wurde nach dem Weltkrieg vertrieben. – Wolbórz war Sitz der Gmina Bogusławice, die 1954 in Gromadas geteilt wurde.
Zum 1. Januar 1973 wurde die Landgemeinde Wolbórz gegründet. Von 1975 bis 1998 kam sie zur Woiwodschaft Piotrków. Der Powiat wurde in dieser Zeit aufgelöst. Die Gemeinde gehört seit 1999 zur Woiwodschaft Łódź und zum Powiat Piotrkowski aktuellen Zuschnitts, die neu gebildet wurden.

## Gemeinde
Zur Stadt-und-Land-Gemeinde (gmina miejsko-wiejska) Wolbórz mit einer Fläche von 151,66 km² gehören die Stadt selbst und 22 Dörfer mit einem Schulzenamt, denen 16 weitere Ortschaften zugeordnet sind.

## Sehenswürdigkeiten
Denkmalgeschützte Kulturdenkmale im Verzeichnis der Woiwodschaft sind:
- Pfarrkirche St. Nikolaus (15. und 18. Jahrhundert)
- Schloss der Bischöfe von Kujawien; barocke Schlossanlage, erbaut 1768–1773 von Francesco Placidi († 1782) – Schloß, zwei Nebengebäude, zwei Pavillons, Parkanlage und drei Alleen.

## Verkehr
Wolbórz liegt an der Schnellstraße S8, die von der Kreisstadt Piotrków Trybunalski über Warschau nach Białystok führt.
Der nächste Bahnhof ist Tomaszów Mazowiecki, mit Verbindungen des Fernverkehrs an den Bahnstrecken Łódź–Dębica und Tomaszów Mazowiecki–Radom.
Der nächste internationale Flughafen ist Łódź.

## Persönlichkeiten
Geboren in Wolbórz
- Andrzej Frycz Modrzewski (1503–1572), „Vater der polnischen Demokratie“, Gelehrter, Humanist und Theologe
- Antoni Dobrowolski (1904–2012), polnischer Widerstandskämpfer und ältester überlebender Auschwitz-Häftling.

Ehrenbürger von Wolbórz
- Władysław Ziółek (* 1935), emeritierter Erzbischof von Łódź; geboren in Komorniki bei Wolbórz
- Antoni Karlak (* 1951), Wójt der Gmina Jabłonka
- Maria Wichowa, Hochschullehrerin mit Beiträgen zu Jubiläen der Stadt Wolborz
- Robert Grudzień (* 1964), Musiker, Komponist und Festivaldirektor.